# Buon vento dell'Ovest
Buon vento dell'Ovest è il terzo romanzo della saga di Jack Aubrey e Stephen Maturin, eroi fittizi, anche se Aubrey è ispirato alle imprese di Lord Cochrane, e protagonisti del film Master and Commander - Sfida ai confini del mare, con Russell Crowe.
In effetti il film è un sunto di episodi tratti dai vari romanzi della serie, innestati su una avventura particolare (Ai confini del mare).

## Trama
Stephen Maturin, dovendo collaborare ad una spedizione diplomatica nel Sud Est Asiatico, usa i suoi buoni uffici per far nominare Jack Aubrey al comando della nave che trasporterà la delegazione.
Jack accetta con piacere la notizia, ma il piacere cresce ulteriormente quando scopre che la nave in questione è la Surprise, una piccola fregata sulla quale ha trascorso la propria vita da allievo ufficiale.
Il viaggio si rivelerà tanto difficile quanto infruttuoso, per la morte dell'inviato in seguito ad una malattia. Ma, sulla rotta per l'India, la Surprise incontrerà una flotta di navi della Compagnia delle Indie, della cui ospitalità gli ufficiali della nave godranno un assaggio, e subito dopo una squadra navale francese, comandata dall'ammiraglio Linois. Sfuggiti facilmente alla caccia dei francesi, Jack Aubrey avvisa della minaccia la flotta e, col consenso del commodoro, prepara un piano di difesa. I francesi, che avevano continuato la ricerca, avvistano la flotta, ma fra la ventina di navi mercantili, trovano quelle che sembrano quattro vascelli della Royal Navy; in realtà l'unica nave da guerra è la Surprise ma, facendo vestire opportunamente gli ufficiali e con le bandiere di guerra sugli alberi, i francesi esitano.
Al momento dell'attacco, la Surprise, piccola fregata da 32 cannoni da 12 libbre, affronta il vascello Marengo, da 80 cannoni pesanti, e sia pur malridotta, infligge seri danni all'avversario. Ma quando la nave sta per essere affondata dalla soverchiante artiglieria avversaria, le navi della Compagnia arrivano in suo soccorso e, non potendo subire danni rilevanti per la lontananza della flotta da porti amici, Linois desiste dall'attacco.

## Riferimenti
L'ammiraglio Linois fece effettivamente una lunga scorreria in quei mari, e vero è l'episodio del combattimento con la flottiglia della Compagnia delle Indie.

## Personaggi
Lista di personaggi comparsi la prima volta in Primo comando, in ordine cronologico.
- Maragall: Capo della Confederacio a Minorca; aiutante di Stephen, in Buon vento dell'Ovest avverte Jack della sua prigionia.
- Dutourd: Il colonnello che a Port-Mahon torturava Stephen.
- Warding: Agente segreto succeduto a Sir Joseph nel Servizio Informazioni.

## Edizioni
- Patrick O'Brian, Buon vento dell'Ovest, traduzione di Paola Merla, Longanesi, 1997,  p. 367, ISBN 88-304-1416-6.